# Deens-Nederlandse betrekkingen
De betrekkingen tussen Denemarken en Nederland gaat over de buitenlandse relatie tussen beide landen. Beide landen zijn lid van de Europese Unie en NAVO. Ook maken beide landen deel uit van de Schengenzone. Beide landen hebben een monarchie. Het staatshoofd van Denemarken is koning Frederik X. Het staatshoofd van Nederland is koning Willem-Alexander. Beide koningshuizen zijn goed bevriend met elkaar. Koningin Margrethe is de doopmeter van de Nederlandse koning  Willem-Alexander.
Denemarken heeft verder een ambassade in Den Haag. Nederland heeft op zijn beurt een ambassade in Kopenhagen.

## Landenvergelijking
|                 | Denemarken                 | Koninkrijk der Nederlanden                                                            |
| --------------- | -------------------------- | ------------------------------------------------------------------------------------- |
| Bevolking       | 5.869.410 (2020)           | 17.595.017 (2020)                                                                     |
| Oppervlakte     | 43.094 km²                 | 42.201 km²                                                                            |
| Dichtheid       | 136,2/km² (2020)           | 416,9/km² (2020)                                                                      |
| Hoofdstad       | Kopenhagen                 | Amsterdam                                                                             |
| Regeringsvorm   | Constitutionele monarchie  | Constitutionele monarchie - Parlementaire democratie                                  |
| Officiële talen | Deens                      | Nederlands, Fries, Papiaments, Engels                                                 |
| Religie         | Lutheranisme 81%, islam 4% | 24% Rooms-katholiek, 10% Protestant, 5% Islam, 6% overige religies, 55% geen gezindte |

## Geschiedenis
Tijdens de Tweede Wereldoorlog werden beide landen aangevallen door Nazi-Duitsland. Denemarken op 9 april 1940. Nederland op 10 mei 1940. Denemarken en Nederland waren allebei aangesloten bij de Geallieerden.
Denemarken en Nederland zijn allebei medeoprichters van de NAVO in 1949. Nederland is verder ook medeoprichter van de Europese Economische Gemeenschap in 1958. Denemarken wordt later lid van deze organisatie in 1973.

## Transport
Tot december 2014 reed er elke nacht een nachttrein tussen Amsterdam en Kopenhagen.